# Хашури
Хашури (грузински: ხაშური) е град във Вътрешна Картли, Грузия. Разположен е близо до брега на река Кура, на около 120 km западно от Тбилиси и на около 50 km източно от Зестапони. Административен център е на Хашурски район. Към 2014 г. има население от 26 135 души.

## История
Хашури за пръв път е упоменат в документ от 1693 г. Съвременно селище съществува от 1872 г. като железопътна гара Михайлово, по името на Михаил Николаевич. Поради местоположението си на жп линията Тбилиси – Поти селището бързо се разраства в края 19 век. През 1917 г. селището е преименувано на Хашури, а през 1921 г. получава статут на град. По времето на Съветската инвазия в Грузия през март 1921 г. около града се водят ожесточени боеве. Главнокомандуващият грузинската армия по това време Георгий Квинитадзе разгромява атаките на Червената армия на 5 март. Въпреки това, през нощта на 6 май той решава да отстъпи назад, а съветската армия превзема града. През сталинизма градът за кратко се нарича Сталиниси, по името на Сталин.

## Икономика
В града работят предприятия свързани с жп транспорта, стъкларски, текстилни и консервни заводи.